# 대복모
대복모(大福暮, ?~?)는 발해의 관리이다.

## 생애
발해의 중앙 관서 6부 중 신부(信部)의 장관직인 공부경(工部卿)을 지내다가 발해가 멸망하자, 대화균(大和鈞) 등과 함께 고려로 망명했다.